# Oxydia antilliana
Oxydia antilliana är en fjärilsart som beskrevs av Louis Beethoven Prout 1932. Oxydia antilliana ingår i släktet Oxydia och familjen mätare. Inga underarter finns listade i Catalogue of Life.